# Мазабука
Мазабука (англ. Mazabuka) — город в Замбии, в Южной провинции страны.

## География
Расположен в 150 км к юго-западу от Лусаки, на главной автомобильной и железной дорогах идущих в Ливингстон. Абсолютная высота — 1101 метр над уровнем моря.

## Экономика
Через Мазабуку проходит железнодорожная магистраль, а также трансафриканское Шоссе Каир-Кейптаун и некоторые региональные автодороги.
Промышленность представлена производством сахара — в городе размещается крупнейший в стране производитель сахара Zambia Sugar. Развито сельское хозяйство, основными продуктами которого, кроме сахарного тростника, являются кукуруза, соя, хлопок, арахис и др. Имеет место молочное и мясное животноводство.

## Население
По данным на 2013 год численность населения составляет 116 503 человека.
Динамика численности населения города по годам:
| 1990   | 2000   | 2013    |
| ------ | ------ | ------- |
| 24 596 | 47 148 | 116 503 |